# Casanova wider Willen (1952)
Casanova wider Willen ist eine US-amerikanische Filmkomödie aus dem Jahr 1952 von Claude Binyon mit Clifton Webb und Ginger Rogers in den Hauptrollen. Der Film wurde von 20th Century Fox produziert und basiert auf dem Fortsetzungsroman Love Man von John D. Weaver.

## Handlung
Thornton Sayre ist Professor für englische Literatur am Underhill College und kümmert sich um die Erziehung seiner Tochter Carol. Sein eher zurückgezogenes Leben ändert sich, als Carol von Studenten erfährt, dass ihr Vater ein früherer Stummfilmstar war, der sich Bruce Blair nannte. Seine alten Filme mit seiner Partnerin Gloria Marlowe werden zurzeit im Fernsehen ausgestrahlt. Von seiner verwirrten Tochter angesprochen, gibt er zu, zu der Zeit wegen seiner schneidigen und romantischen Leinwandpersönlichkeit als Traummann (engl. Dreamboat) gegolten zu haben. Er gibt an, von der Diva Gloria gezwungen worden zu sein, ins Filmgeschäft einzusteigen. Trotz seiner großen Popularität habe er seine Karriere aufgegeben, Carols Mutter geheiratet und als Lehrer angefangen. Thornton ist wegen der Ausstrahlung seiner alten Filme um sein ruhiges Leben besorgt, insbesondere als er erfährt, dass die Filme in einer von Gloria moderierten Filmreihe gezeigt werden.
Thorntons früheres Leben ist das Thema einer Versammlung des College-Direktoriums unter Dr. Mathilde May Coffey. Um den Ruf des Colleges zu schützen, soll Thornton das College verlassen. Thornton versichert, dass er mit Carol nach New York reisen und die Produzenten dazu bringen werde, die Filmreihe abzusetzen. Mathilde bedingt sich aus, dass sie über jegliche Sanktionen gegen Thornton entscheidet. Als sie mit Thornton alleine ist, gesteht sie ihm, schon seit längerem in den Traummann verliebt zu sein. Fassungslos weist Thornton sie zurück und macht sich mit Carol auf den Weg nach New York.
In New York trifft sich Thornton mit dem Produzenten Sam Levitt, der die Filmrechte besitzt und mit der Ausstrahlung Glorias Karriere belebt. Sam beauftragt seinen Angestellten Ben Ainslee, Carol die Stadt zu zeigen, während er mit Thornton verhandelt, der unnachgiebig auf die Einstellung der Filmreihe beharrt. Sam, der aus Werbegründen Thorntons überraschendes Comeback geplant hat, ruft Gloria an, die kurz darauf eintrifft und auf Thornton einredet. Der sieht die Ausstrahlung als Eingriff in seine Privatsphäre und droht, Sam zu verklagen. Währenddessen bringt Ben Carol zurück ins Hotel. Carol wird klar, dass Ben sie als altmodisch ansieht, nicht als die lebenslustige junge Frau, die sie gerne wäre.
Abends besuchen Sam und Thornton einen Nachtclub, in dem Gloria als Sängerin auftritt. Nach ihrer Vorstellung erzählt sie ihm von ihrem Lebensweg, der sie in tiefe Schulden geführt hat. Die traurige Geschichte, die Thornton zum Umdenken bringt, erweist sich als Lüge, denn Thornton findet heraus, dass Gloria wohlhabend ist. Wütend beantragt er eine einstweilige Verfügung, die die Ausstrahlung seiner Filme verbietet. Carol verabredet sich derweil erneut mit Ben. Sie wirft ihrem Vater vor, aus ihr eine gebildete Langweilerin zu machen, während er von weiblichen Fans umlagert werde. Sie besucht Ben in seinem Appartement, beide merken, dass sie gut zusammen passen. Im Hotel erscheint Mathilda und macht sich an Thornton heran. Erneut zeigt sich dieser widerspenstig. Sie gibt zu bedenken, dass er zwar den früheren Traummann nicht verkörpere, er aber auch die neue Publicity noch nicht unterbunden habe.
Thorntons Antrag der einstweiligen Verfügung kommt zur Verhandlung. Thornton zeigt, dass seine Filme für die Fernsehausstrahlung umgeschnitten wurden. Die neue Fassung würde vermitteln, dass er das Parfüm des Sponsors benutze, was ihn zum führenden Einfaltspinsel der Welt mache. Die einstweilige Verfügung wird erteilt. Am Abend will Thornton seinen Sieg mit Carol teilen, die ihm jedoch Vornehmtuerei vorhält. Er sei das Idol von Millionen Fans und solle seine Filmkarriere fortsetzen. Sie selber will zudem in New York bleiben und Bill heiraten. Als Thornton von Mathilda gefeuert wird, sucht er die Hotelbar auf. Er trifft auf Gloria, die ihn verspottet, bis er ihr mitteilt, dass er ein Angebot eines großen Filmstudios erhalten habe.
Einige Monate später besuchen Bill und Carol eine Vorführung von Thorntons neuestem Film. Während die Zuschauer begeistert sind, informiert Gloria Thornton, dass sie seinen Vertrag aufgekauft habe und von nun an seine Karriere kontrollieren werde.

## Produktion

### Hintergrund
Gedreht wurde der Film in den Fox-Studios in Century City in der Zeit vom 27. Dezember 1951 bis zum 15. Februar 1952. Zusätzliche Aufnahmen entstanden Ende März und Anfang Mai 1952.
Als Thorntons neuer Film dienten Ausschnitte aus der Fox-Produktion Belvedere, das verkannte Genie von 1948, in der Clifton Webb die Hauptrolle spielte.

### Stab
Maurice Ransford und Lyle R. Wheeler oblag die künstlerische Leitung. Thomas Little und Fred J. Rode waren für das Szenenbild zuständig, William Travilla für die Kostüme. Verantwortliche Toningenieure waren Roger Heman sr. und E. Clayton Ward.

### Besetzung
In kleinen nicht im Abspann erwähnten Nebenrollen traten Richard Allan, Joe Brooks, Marietta Canty, Robert Easton, Bess Flowers, Victoria Horne, Emory Parnell, Mary Treen, Gwen Verdon und May Wynn in ihrem Filmdebüt auf.

### Musik
Der musikalische Direktor war Lionel Newman.
Das Stück Avalon wurde von Al Jolson, Buddy DeSylva und Vincent Rose 1920 komponiert.
Der 1943 oscarprämierte Song You'll Never Know stammte von Mack Gordon und Harry Warren.

## Veröffentlichung
Die Premiere des Films fand am 25. Juli 1952 in New York statt. In der Bundesrepublik Deutschland kam er am 10. April 1953 in die Kinos, in Österreich im Juni 1953.

## Kritiken
Der Filmkritiken-Aggregator Rotten Tomatoes hat in einer Auswertung ein Publikumsergebnis von 36 Prozent positiver Bewertungen ermittelt.
Das Lexikon des internationalen Films schrieb: „Komödie mit satirischen Seitenhieben auf das aufkommende Fernsehen in den 50er Jahren. Weitgehend amüsant, doch in der Ausführung nicht ganz so zündend wie in der Idee.“
Bosley Crowther von der The New York Times befand, dass Hollywoods Geringschätzung des Fernsehens mit fröhlichem Spott und einer ordentlichen Portion Übertreibung offenbart werde. Mit einer gekonnten Potenzierung mit Stolz und Verachtung habe es den Meister des vernichtenden Sarkasmus vorgestellt: den gelassenen und eloquenten Clifton Webb.
Der Kritiker des TV Guide sah eine charmante Parodie auf das Fernsehen.